# Galesburg (Dakota del Nord)
Galesburg és una població dels Estats Units a l'estat de Dakota del Nord. Segons el cens del 2000 tenia 157 habitants.

## Demografia
Segons el cens del 2000, Galesburg tenia 157 habitants, 66 habitatges, i 44 famílies. La densitat de població era de 356,6 hab./km².
Dels 66 habitatges en un 31,8% hi vivien nens de menys de 18 anys, en un 56,1% hi vivien parelles casades, en un 6,1% dones solteres, i en un 33,3% no eren unitats familiars. En el 33,3% dels habitatges hi vivien persones soles el 16,7% de les quals corresponia a persones de 65 anys o més que vivien soles. El nombre mitjà de persones vivint en cada habitatge era de 2,38 i el nombre mitjà de persones que vivien en cada família era de 3,02.
Per edats la població es repartia de la següent manera: un 26,1% tenia menys de 18 anys, un 4,5% entre 18 i 24, un 33,8% entre 25 i 44, un 14,6% de 45 a 60 i un 21% 65 anys o més.
L'edat mediana era de 37 anys. Per cada 100 dones de 18 o més anys hi havia 127,5 homes.
La renda mediana per habitatge era de 35.000 $ i la renda mediana per família de 43.750 $. Els homes tenien una renda mediana de 27.679 $ mentre que les dones 20.500 $. La renda per capita de la població era de 15.507 $. Entorn del 14,6% de les famílies i el 18,5% de la població estaven per davall del llindar de pobresa.

## Poblacions més properes
El següent diagrama mostra les poblacions més properes.